# Afriqiyah-Airways-Flug 209
Afriqiyah-Airways-Flug 209 (Flugplan-Code: 8U209) war ein Inlandsflug der staatlichen libyschen Fluggesellschaft Afriqiyah Airways von Sabha nach Tripolis, auf dem am 23. Dezember 2016 ein Airbus A320 entführt wurde. An Bord der Maschine befanden sich 118 Personen.

## Flugverlauf
Der Airbus A320 startete um 9:30 Uhr (UTC) vom Flughafen Sabha zum rund 70-minütigen Inlandsflug nach Tripolis. Während des Fluges wurde das Flugzeug entführt. Es landete um 10:33 Uhr (UTC) auf dem Flughafen der vor der Küste Libyens liegenden Mittelmeerinsel Malta.

## Passagiere und Besatzung
Gemäß Angaben des maltesischen Premierministers Joseph Muscat befanden sich 82 Männer, 28 Frauen und ein Kind sowie sieben Besatzungsmitglieder an Bord.

## Ereignisse
Der maltesischen Regierung zufolge befand sich das Flugzeug in der Gewalt von zwei Geiselnehmern. Sie drohten damit, an Bord des Flugzeugs eine Handgranate zu zünden. Laut Medienberichten handelt es sich um Anhänger des vor fünf Jahren gestürzten libyschen Machthabers Muammar al-Gaddafi. Sie sollen verlangt haben, dass Gaddafis Sohn Saif al-Islam in Libyen auf freien Fuß kommt. Auch die Freilassung des im Libanon festgehaltenen Hannibal al-Gaddafi wurde gefordert. Andere Medien berichten, dass die Entführer das Recht auf eine eigene politische Partei in Libyen und Asyl in Europa forderten.
Aus bisher nicht veröffentlichten Gründen wurde die Geiselnahme am Abend desselben Tages durch Aufgabe der Geiselnehmer beendet. Die Entführer wurden vom maltesischen Militär festgenommen, alle Passagiere und Besatzungsmitglieder verließen das Flugzeug. In einem Beitrag auf dem sozialen Netzwerk Twitter teilte Maltas Premierminister Joseph Muscat mit, dass die eingesetzten Waffen der Entführer nur Repliken gewesen seien.

## Reaktionen
Der betroffene Flughafen wurde zeitweise für weitere Flugzeuge gesperrt.